# Linaria musilii
Linaria musilii är en grobladsväxtart som beskrevs av Vel.. Linaria musilii ingår i släktet sporrar, och familjen grobladsväxter. Inga underarter finns listade i Catalogue of Life.